# Anton Römer

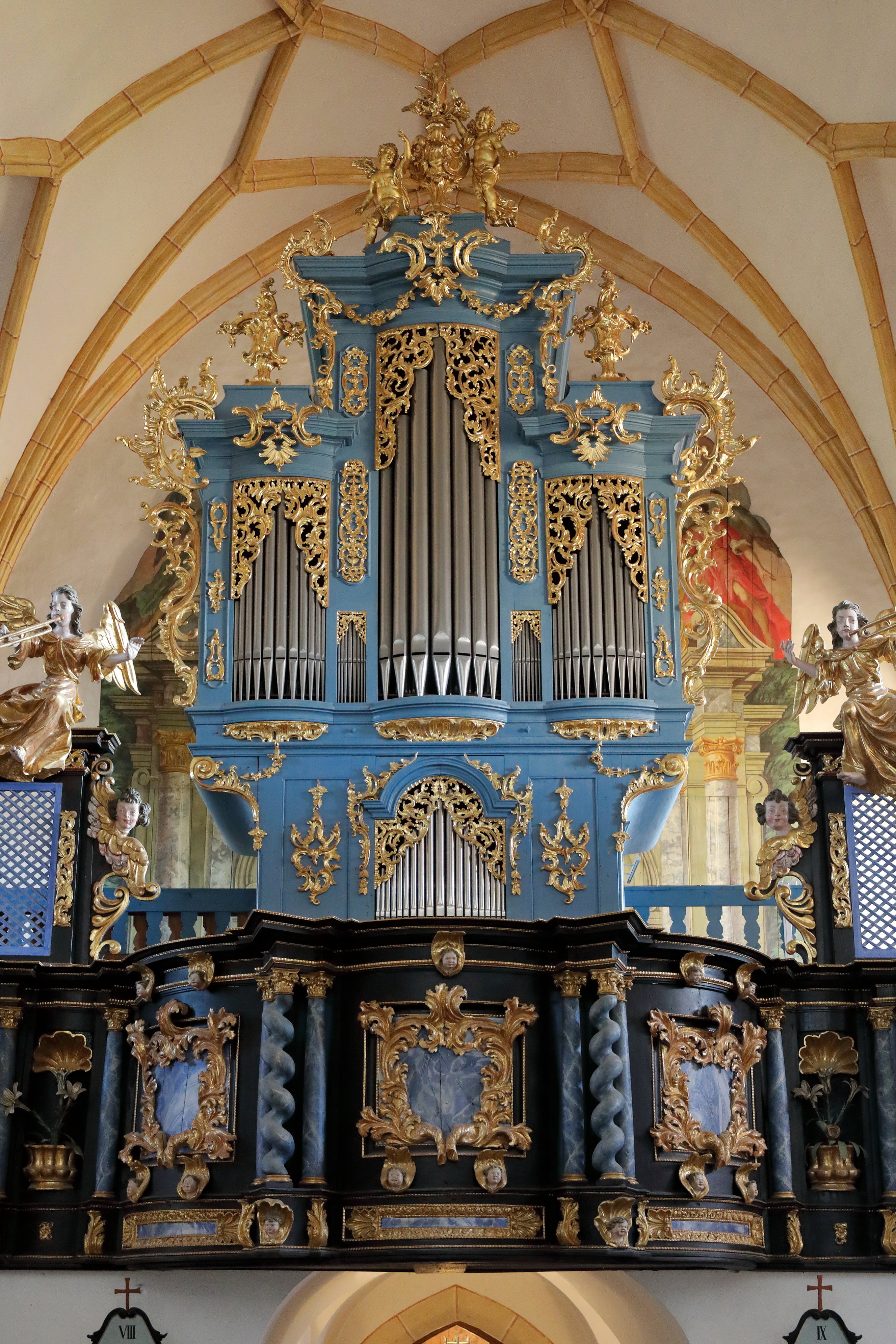
Wallfahrtskirche Maria Rehkogel

Anton Josef Römer (* 28. Februar 1724 in Brünn; † 14. Juli 1779 in Graz) war ein österreichischer Orgelbauer aus Böhmen.

## Leben
Anton Josef Römer, Sohn des Orgelbauers Andreas Josef Römer (1704–1750), kam um die Mitte des 18. Jahrhunderts nach Graz und arbeitete als Geselle beim Orgelbauer Johann Cyriak Werner. Nachdem sein Arbeitgeber 1747 verstorben war, ehelichte er am 19. April 1750 die Witwe und führte die Orgelbauwerkstatt weiter. Nach dem Tod seiner Frau heiratete er in zweiter Ehe 1757 eine Theresia Gottier.
Römer war ein bedeutender Grazer Orgelbauer des Rokoko. Wegen der Konkurrenz zweier anderer blühenden Werkstätten in Graz verlegte er um 1760 sein Haupttätigkeitsfeld nach Kroatien, war aber auch in Westungarn und im Gebiet des heutigen Slowenien tätig. Um 1770 kam er nach Graz zurück und erhielt unter anderem den Auftrag zum Bau der Grazer Domorgel. In Österreich sind von Römer nur mehr die Orgel in Frauenberg (im Mürztal) erhalten und etliche Gehäuse wie beispielsweise das in der Stiftskirche Rein.

## Werke (Auswahl)
| Jahr | Ort                           | Gebäude                                | Bild | Manuale | Register | Bemerkungen                                                            |
| ---- | ----------------------------- | -------------------------------------- | ---- | ------- | -------- | ---------------------------------------------------------------------- |
| 1752 | Fürstenfeld                   | Pfarrkirche Fürstenfeld                |      | II/P    | 18       | Neubau                                                                 |
| 1753 | Sankt Ruprecht an der Raab    | Pfarrkirche Sankt Ruprecht an der Raab |      | II/P    | 20       | Neubau; nicht erhalten, seit 1906 Orgel von Konrad Hopferwieser senior |
| 1756 | Sankt Nikolai ob Draßling     | Pfarrkirche St. Nikolai ob Draßling    |      | I       | 6        | Neubau, nicht erhalten, seit 1896 Orgel von Matthäus Mauracher         |
| 1757 | Niklasdorf                    | Alte Pfarrkirche Niklasdorf            |      | I/P     |          | Neubau; nicht erhalten, seit 1925 Orgel von Konrad Hopferwieser        |
| 1759 | Bad Schwanberg                | Pfarrkirche Schwanberg                 |      | II/P    | 16       | Neubau; nicht erhalten                                                 |
| 1761 | Trški Vrh, Kroatien           | Maria Jerusalem                        |      | I       | 12       | [ 3 ]                                                                  |
| 1762 | Zlatar, Kroatien              |                                        |      |         |          | [ 3 ]                                                                  |
| 1763 | Szécsisziget, Ungarn          | Kirche Szent Kereszt                   |      | I       | 7        | [ 3 ]                                                                  |
| 1765 | Varaždinske Toplice, Kroatien |                                        |      | I/P     | 13       | [ 3 ]                                                                  |
| 1766 | Sopot, Kroatien               |                                        |      |         |          | [ 3 ]                                                                  |
| 1766 | Donja Stubica, Kroatien       |                                        |      |         |          | [ 3 ]                                                                  |
| 1771 | Graz                          | Dom                                    |      | II/P    | 21       | Neubau                                                                 |
| 1771 | Feldbach                      | Pfarrkirche                            |      | II/P    | 15       | Neubau; nicht erhalten, seit 2012 Orgel von Mathis Orgelbau            |
| 1772 | Rein                          | Stiftskirche                           |      | I/P     | 18       | Neubau unter Verwendung des historischen Gehäuse                       |
| 1773 | Pernegg an der Mur            | Pernegger Marienkirche                 |      | I       | 10       | Neubau                                                                 |
| 1773 | Bad Schwanberg                | St. Josef                              |      | I       | 8        | Neubau; nicht erhalten, seit 1868 Orgel von Friedrich Werner           |
| 1774 | Übelbach                      | Pfarrkirche Übelbach                   |      | I       | 10       | Neubau; nicht erhalten, 1959 durch ein Feuer zerstört                  |
| 1774 | Pickelbach                    | Pfarrkirche St. Marein bei Graz        |      | I       | 5        | Neubau                                                                 |
| 1775 | Sankt Marein bei Graz         | Pfarrkirche St. Marein bei Graz        |      | II/P    | 15       | Neubau; nicht erhalten                                                 |
| 1775 | Frauenberg                    | Wallfahrtskirche                       |      | II/P    | 19       | Neubau                                                                 |